# Nautilocalyx melittifolius
Nautilocalyx melittifolius (Zèb a myèl) ist eine Pflanzenart aus der Familie der Gesneriengewächse (Gesneriaceae). Sie ist endemisch in der Karibik und kommt in Grenada, Guadeloupe, Dominica, Martinique, St. Lucia, St. Vincent, Tobago und Trinidad vor.

## Name
Der wissenschaftliche Name bedeutet „melissenblättriger Perlboot-Kelch“ (Nautilus = Perlboot, calyx = Kelch, melissa = Melisse (Bienenweide), folia = Blatt).
Synonyme sind: Skiophila melittifolia (L.) Hanst., Besleria melittifolia Linnaeus (1753).

## Merkmale
Die Pflanze wächst an feuchten, halbschattigen bis schattigen Standorten, wo sie bis zu 30 cm Höhe erreicht. Die Pflanze ist mehr oder weniger samtig behaart, die Blätter sind 1–8 cm lang und erinnern durch ihre faltige Oberflächenstruktur und die eiförmige, gezähnte Blattspreite an Blätter der Melissen. Die Blätter sind wechselständig. Die Blüten sind einzeln, blattachselständig und wie bei vielen Gesnerien-Arten haben sie fünf Kelchblätter, die zu einem zygomorphen Kelch verwachsen. Die fünf Blütenkronblätter sind  glockig verwachsen. Die Blütenfarbe ist rötlich-pink bis violett.